# Szafrol
Szafrol vagy más írásmódja alapján safrolt, nevezik még shikimolnak is. Szobahőmérsékleten folyadék halmazállapotú színtelen vagy enyhén sárgás színű olaj. Kémiai neve az IUPAC nómenklatúra alapján 5-(2-propenil)-1,3-benzodioxol, más kémiai elnevezései is ismertek, mint az allilkatechol metilén éter és a 4-allil-1,2-metiléndioxibenzol.

## Előállítása
Általában természetes alapanyagokból nyerik, bár totálszintézise is megoldott. Kimutatható sok növényben így az észak-amerikai szasszafrász babérfa (Sassafras officinale albidum) aromás gyökérkérge tartalmazza, a Magyarországon is termesztett libatopfűben (Chenopodium ambrosioides), az édesköményben (Foeniculum vulgare), a szerecsendióban (Myristica fragrans) a japán csillagánizsban (Illicium anisatum) és a sárgaánizsban (Illicium parviflorum).

### Felhasználása
A gyógyszergyártás alapanyaga a szafrol és a belőle kialakított izoszafrol. Nem hallucinogén szerek, de sok kábítószer alapanyagát adják, mert a szervezetben kábító hatású, karcinogén vegyületté alakulnak. Ennek a hatásnak köszönhető, hogy a szasszafrász babérfa aromás kérgéből teát készítenek, mely nagy adagokban stimulál és serkenti a vérkeringést.
Nagy jelentőséggel bír a növények rendszertani meghatározása során, hiszen könnyen kimutatható és jelenléte alapján mérgező vagy ehető növényi alapanyagok különböztethetőek meg. A szafrol MDA stimuláns, hallucinogén, nagy dózisban afrodiziákum, kis dózisban eufóriáns.
Az Európai Unió területére vonatkozóan a kábítószerek és pszichotróp anyagok tiltott előállítása során felhasznált egyes anyagok gyártásáról és forgalomba hozataláról szóló szabályozás 2. kategóriába sorolja és a forgalomba hozatalát külön szabályozza.
Túlzott használata esetén a májat károsítja és növeli a daganatos megbetegedések lehetőségét. Túladagolása esetén hányást, sokkot, beszédzavart és legrosszabb esetben a vérkeringés központi megbénításával halált okozhat.

## Fordítás
- Ez a szócikk részben vagy egészben  a   Safrole című angol Wikipédia-szócikk ezen változatának fordításán alapul.  Az eredeti cikk szerkesztőit annak laptörténete sorolja fel. Ez a jelzés csupán a megfogalmazás eredetét és a szerzői jogokat jelzi, nem szolgál a cikkben szereplő információk forrásmegjelöléseként.